# Gonichthys
Gonichthys è un genere di pesci ossei abissali appartenente alla famiglia Myctophidae.

## Distribuzione e habitat
Il genere è cosmopolita. Nel mar Mediterraneo è presente Gonichthys cocco. Sono pesci batipelagici.

## Specie
- Gonichthys barnesi
- Gonichthys cocco
- Gonichthys tenuiculus
- Gonichthys venetus[1]